# محمية خليج الصليبخات
محمية خليج الصليبيخات أو محمية الدوحة محمية طبيعية كويتية، للطيور البحرية المهاجرة والنباتات الساحلية مثل نبات الهرم والحاد والتليث.